# رود شاری
رود شاری (با دیکتهٔ Chari یا Shari و هر دو با تلفظ شاری) رودی به طول ۱۰۵۰ تا ۱۴۰۰ کیلومتر در آفریقای مرکزی و طولانی‌ترین رود در حوضهٔ آبریز داخلی آفریقاست. این رود همچنین مهم‌ترین رودی است که دریاچه چاد را تغذیه می‌کند.

## مشخصات

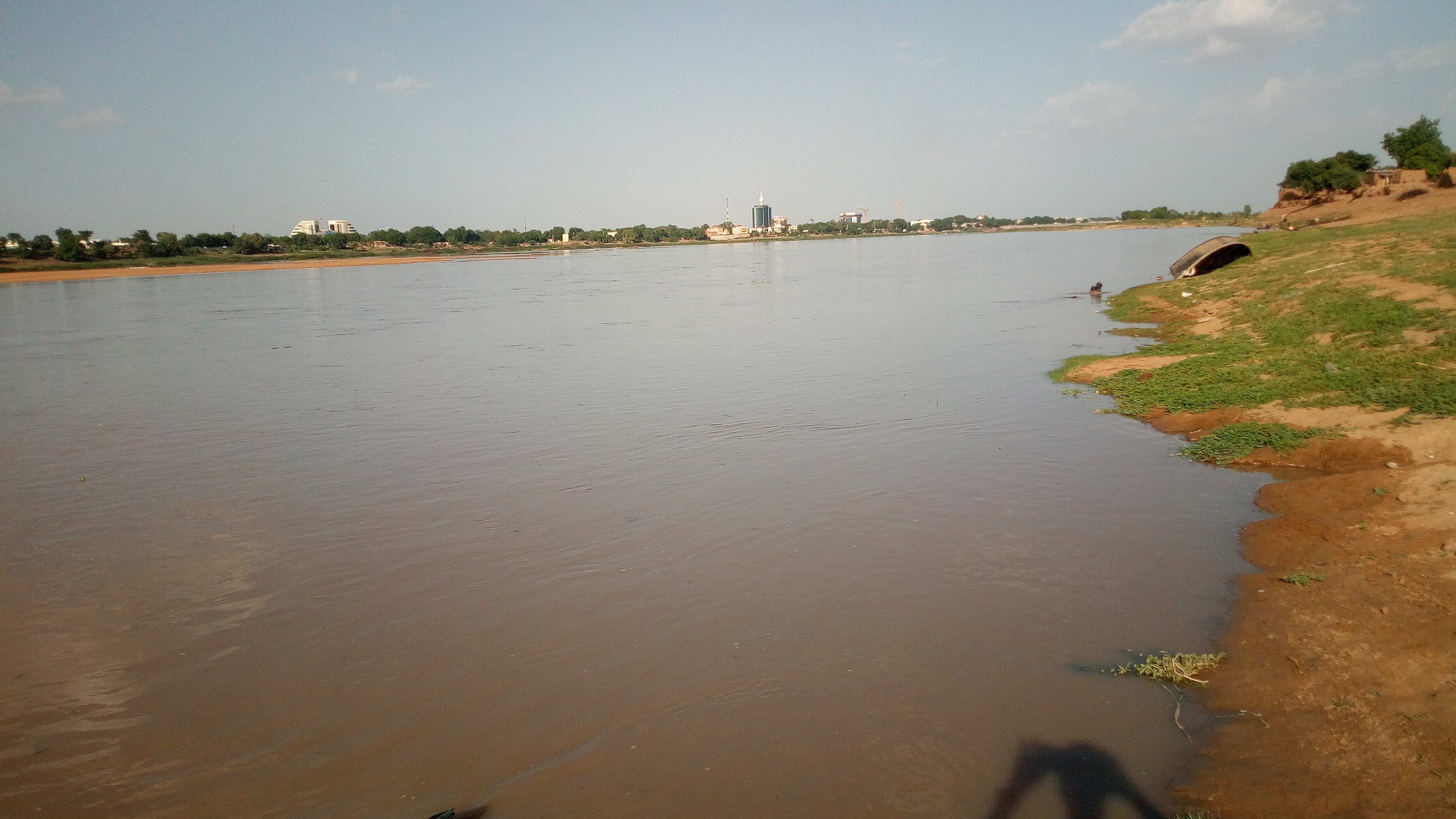
رود شاری

رود شاری در جمهوری آفریقای مرکزی و از به‌هم پیوستن رودهای بامینگوئی (سرچشه اصلی)، گریبینگوئی و اوهام شکل می‌گیرد. این رود سپس با جریان‌یافتن به سمت شمال غربی وارد جنوب چاد شده و در نزدیکی شهر سار، رودهای بحر آئوک (مرز بین چاد و جمهوری آفریقای مرکزی)، بحر کیتا و بحر سلامت از سمت شرق به آن می‌پیوندند. این رود که پس از گذشتن از سار، پهنایی در حدود ۵ یا ۶٬۵ کیلومتر یافته‌است به سمت انجامنا، پایتخت چاد، جریان یافته و در آنجا رود لوگون از سمت غرب به آن می‌پیوندد. لوگون درعین حال مهم‌ترین رود تغذیه‌کنندهٔ شاری است. رود شاری سپس از طریق دلتایی وسیع  وارد دریاچه چاد می‌شود.
حوضهٔ آبریز رود شاری گستره‌ای در حدود ۶۵۰٬۰۰۰ کیلومتر مربع را دربر می‌گیرد و این رود به‌هنگام فصل بارندگی در تابستان، بیشتر مناطق اطرافش را سیلابی می‌کند.

## اروپایی ها
دیکسون دنهام، هیو کلپرتون و والتر اودنی، مکتشفانی بریتانیایی بودند که در سال ۱۸۲۳ به دریاچهٔ چاد رسیدند و از وجود رود شاری مطلع شدند. پس از آن بود که دیگر اروپائیان نیز به وجود این رودخانه پی بردند.

## نگارخانه

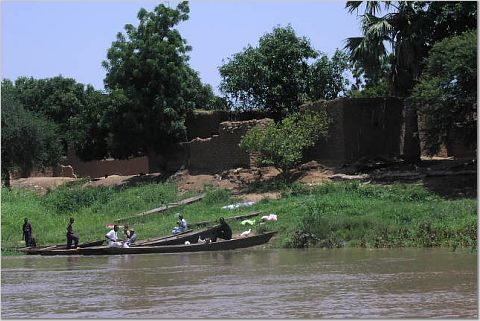
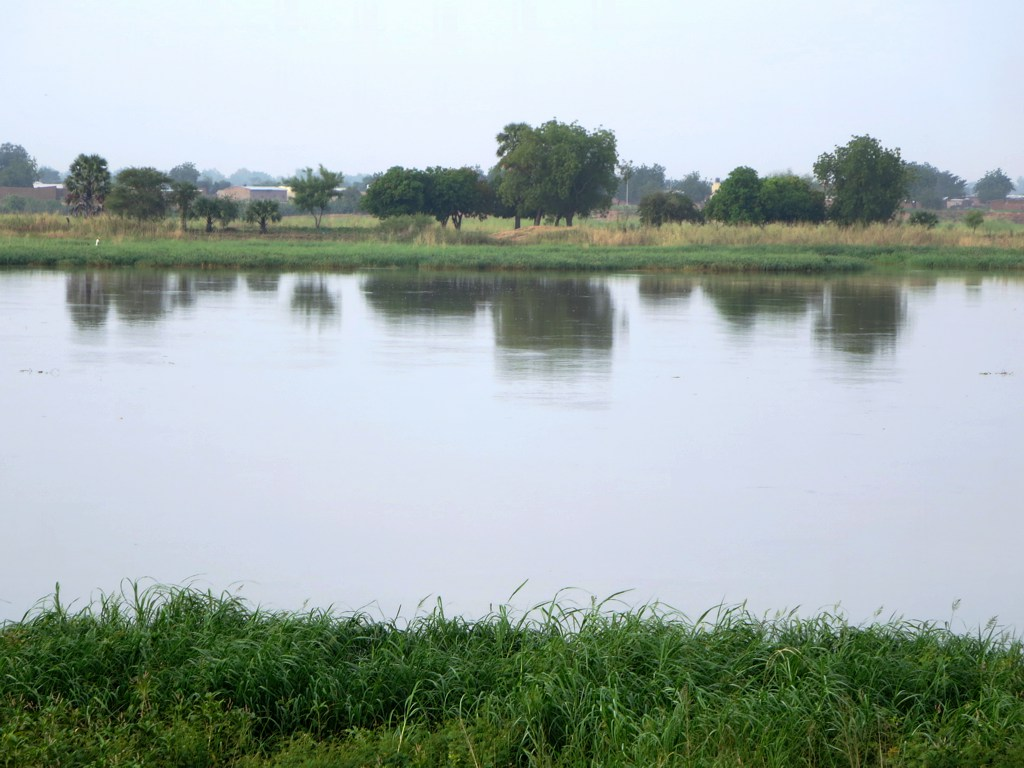